# Mamadou Diarra
Mamadou Diarra (Dakar, 20 dicembre 1997) è un calciatore senegalese, difensore del Grenoble.

## Carriera

### Club
Ha giocato nella prima divisione turca e nella seconda divisione francese.

### Nazionale
Ha partecipato ai Mondiali Under-20 del 2017.